# Jesé Rodríguez
Jesé Rodríguez Ruíz, känd under artistnamnet Jesé, född 26 februari 1993 i Las Palmas, är en spansk fotbollsspelare som spelar för Johor Darul Ta'zim.

## Klubbkarriär
Rodríguez är ett stort framtidslöfte i Real Madrid och har jämförts med stjärnan Cristiano Ronaldo för sin spelstil och sina dribblingar. Han gjorde sin proffsdebut i Real Madrid Castilla i Segunda División B den 16 januari 2011 mot Universidad Las Palmas, Castilla vann matchen med 5-0. Efter en lyckad säsong 2010-11 i Real Madrid Juvenil A blev han permanent uppflyttad till Real Madrid Castilla.
I juli 2011 blev Rodríguez kallad till Real Madrids försäsongsturné av A-lagstränaren José Mourinho. Han gjorde debut för laget mot Los Angeles Galaxy den 17 juli 2011 endast 18 år gammal. Han ersatte då José María Callejón i den 64:e matchminuten. Efter matchen sade Rodríguez: "I fulfilled a dream, but I have to keep working. I'm happy for myself, but I also remember my brothers, my family ... I dedicate this to them." ("Jag uppfyllde en dröm, men jag måste fortsätta jobba. Jag är glad för mig själv, men jag kommer också ihåg mina bröder, min familj... Jag tillägnar detta till dem.")
Den 16 augusti 2017 lånades Jesé ut till Stoke City över säsongen 2017/2018. Den 29 januari 2019 lånades han ut till Betis på ett låneavtal över resten av säsongen 2018/2019. Den 2 september 2019 lånades Jesé ut till Sporting Lissabon på ett låneavtal över säsongen 2019/2020.

## Landslagskarriär
Jesé gjorde debut med det spanska U16-landslaget 2009 (3 matcher, 1 mål), med U17-landslaget 2010 (7 matcher, 1 mål) och U18-landslaget 2011 (3 matcher, inga mål). Med U17-landslaget spelade han i finalen i Europamästerskapen.

## Meriter

### Real Madrid
- La Liga: 2011/2012

- UEFA Champions League: 2013/2014, 2015/2016
- Copa del Rey: 2013/2014
- VM för klubblag: 2014

### Real Madrid B
- Segunda División B: 2011/2012

### Paris Saint-Germain
- Ligue 1: 2019/2020
- Coupe de la Ligue: 2016/2017